# 公园坡犹太中心
公园坡犹太中心（Park Slope Jewish Center）从1942年到1960年称为雅各之子会堂（Congregation B'nai Jacob - Tifereth Israel），是一个保守派的犹太会堂，位于美国纽约市布鲁克林南坡第八大道1320号。它建于1925年，为正统派的雅各之子会堂，是一个2+1⁄2层的砖砌建筑，有罗马式建筑和巴洛克元素。外部有大卫之星，一个玫瑰窗和一个圆顶天窗。
该建筑物于2002年列入国家史迹名录。